# Parrocchia di Saint Andrew (Grenada)
La parrocchia di Saint Andrew si trova nella parte orientale dell'isola di Grenada, di cui è la parrocchia più estesa.

## Centri abitati principali
- Chutz
- Clabony
- Clabony
- Dunfermline
- Grenville
- Mamma Cannes
- Marquis
- Morne Docteur
- Paraclete
- Soubise
- Tivoli
- Union Village
- Upper Capitol
- Upper Conference
- Upper Pearls